# صيد غير قانوني، غير مبلغ عنه، غير منظم
الصيد غير القانوني وغير المبلغ عنه وغير المنظم (بالإنجليزية: Illegal, unreported and unregulated fishing)‏ التي تُعرف اختصاراً بـ IUU، هي مسألة دولية في جميع أنحاء العالم. إذ يعتقد مراقبو الصناعة أن الصيد غير القانوني دون إبلاغ ودون تنظيم يحدث في معظم مصائد الأسماك، ويمثل 30 في المائة من مجموع الصيد في بعض مصائد الأسماك الهامة.
ويتم الصيد غير القانوني أو الصيد غير المشروع عندما تعمل السفن أو الحصادات في انتهاك لقوانين مصائد الأسماك. ويمكن أن ينطبق ذلك على مصائد الأسماك الخاضعة لولاية دولة ساحلية أو في مصايد أسماك أعالي البحار التي تنظمها المنظمات الإقليمية لإدارة مصائد الأسماك. ووفقاً لمنظمة الأغذية والزراعة (الفاو) وإدارة مصايد الأسماك وتربية الأحياء المائية، فإن الصيد غير المشروع تسبب في خسائر تقدر بنحو 23 مليار دولار سنوياً مع حوالي 30٪ من الصيد غير المشروع في العالم يحدث في إندونيسيا وحدها.
الصيد غير المبلغ عنه هو الصيد الذي لم يبلغ عنه أو أبلغ عنه إلى السلطة الوطنية المعنية أو المنظمة الإقليمية لإدارة مصائد الأسماك، بما يتنافى مع القوانين واللوائح المعمول بها.
ويشير الصيد غير المنظم عموماً إلى الصيد الذي تقوم به السفن التي لا تحمل جنسيتها، والسفن التي ترفع علم بلد غير طرف في المنظمة الإقليمية لإدارة مصائد الأسماك التي تنظم منطقة صيد الأسماك أو الأنواع الموجودة في أعالي البحار، أو الحصاد في المناطق غير الخاضعة للتنظيم.

## الآثار الاقتصادية والبيئية
تتمثل إحدى الآثار الاقتصادية لصيد الأسماك غير القانوني، وغير المبلغ عنه، وغير المنظم (آي يو يو)، في البلدان النامية، في الخسارة المباشرة لقيمة المصيد، الذي يمكن أن يصيده الصيادون المحليون، إذا لم يحدث صيد أسماك غير قانوني، وغير مبلغ عنه، وغير منظم.
تشمل هذه الخسائر، خسارة في الناتج القومي الإجمالي (جي إن بي)، والإيرادات الحكومية من رسوم الهبوط، ورسوم الترخيص، والضرائب المستحقة على مشغلّي مصائد الأسماك القانونيّين. توجد آثار غير مباشرة إضافية من حيث الخسارة في الدخل والعمالة في الصناعات ذات الصلة، إذ تتسبب الخسائر في الدخل، بتقليل نفقات المستهلك، للأسر العاملة في صناعة صيد الأسماك.
قد تُجلب غلة صيد الـ آي يو يو إلى السوق بسعر أقل، كمنافسة غير عادلة لنفس المنتجات من الإمدادات المنظمة، أو كمنتج منافس بتسمية خاطئة. قد تؤدي هذه المساهمة غير المنظمة وغير القانونية في السوق في كلتا الحالتين، إلى خفض الجودة والسعر الإجمالي للمنتجات المتاحة، مما يخلق عبئًا اقتصاديًا على الغلّات وفقًا للقوانين والنظم.
يمكن أن يكون لصيد الأسماك غير القانوني، وغير المبلغ عنه، وغير المنظم، تأثير كبير على استدامة كل من الأنواع المستهدفة، والنظام البيئي. يتمتع الصيد عموما بالقدرة على إتلاف النظم البيئية البحرية الضعيفة، والأنواع المعرضة للخطر مثل الشعاب المرجانية، والسلاحف، والطيور البحرية، وفي الواقع أصبحت أنواع السلاحف البحرية الثمانية معرضة للخطر الآن، ويعتبر كل من القنص وصيد الأسماك غير المشروعَين، سببين رئيسيَّين لإبادتها. يهدف تنظيم مصائد الأسماك المشروعة إلى التخفيف من هذه الآثار، ولكن نادرًا ما يلتزم صيادو الـ آي يو يو بالنُظم. قد يقلل ذلك من الإنتاجية، والتنوع الحيوي في المستقبل، ويسبب اختلالات في النظام البيئي.
قد يؤدي ذلك أيضا إلى انخفاض نسبة الأمن الغذائي في المجتمعات، التي تعتمد اعتمادا كبيرا على الأسماك كمصدر للبروتين الحيواني.
يمكن أن يؤدي صيد الـ آي يو يو، إلى زيادة الضغط على أنواع الأسماك المعرضة للخطر. يمكن أن يؤثر صيد الـ آي يو يو تأثيرًا مباشرًا على أنواع الأسماك، من خلال زيادة عدد الأسماك يصطادها السكان، على الرغم من جهود إدارة السكان التي يبذلها المجتمع الدولي، وبشكل غير مباشر، فإن الاستعاضة (التسمية المغلوطة) لصيد الـ آي يو يو لأسماك الأنواع الشعبية، بالمهددة أو المهددة بالانقراض، تزيد من العرض المتصور لهذه الأنواع، ما يقلل من السعر، ويزيد من الطلب على الأنواع السمكية.

## التنفيذ
ينشأ الصيد غير المشروع، وغير المبلغ عنه (اثنان من المكونات الثلاثة لصيد الأسماك غير القانوني، وغير المبلغ عنه، وغير المنظم آي يو يو)، بشكل أساسي من فشل تطبيق القوانين الوطنية والدولية القائمة بشكل كاف. هناك مع ذلك، العديد من العوامل الكامنة وراء فشل التطبيق، بما في ذلك ضعف مستويات الحكم الوطني بشكل خاص.
هناك مشاكل واضحة في تطبيق قوانين مصائد الأسماك في أعالي البحار، بما في ذلك تحديد مكان سفن القراصنة والقبض عليها، ولكن الحلول متوفرة، من خلال تحسين نُظم الرصد والمراقبة المُحسّنة.
ينجو الكثير من صيادي صيد الـ آي يو يو في المحيط، بسبب صعوبة مراقبة كل قارب صيد. يتغير ذلك، باستخدام تقنية جديدة قادرة على مشاهدة ومتابعة كل قارب من الفضاء باستمرار، ويكون ذلك من خلال أجهزة الإرشاد الراديوية، والتي يتعين على جميع القوارب في المحيط امتلاكها. سيكون من المستحيل أن يفر الصيادون ممن مارسوا صيد الـ آي يو يو في المستقبل، من خلال تطبيق نظام الرصد الجديد هذا.
تكون أنظمة مجلس الإشراف البحري (إم إس سي)، بنفس الأهمية في المناطق الاقتصادية الخالصة، بما في ذلك، الدوريات البحرية، ومخططات الترخيص. 